# Carlos Feriche
Carlos Feriche, né à Barcelone en 1954, est un entraineur de l'Équipe d'Espagne de rink hockey de 2005 à 2013. Il exerce durant huit années en plus haut-niveau, durant lesquelles l'équipe qu'il entraîne gagne cinq championnats du monde, quatre championnats d'Europe, sans jamais perdre le moindre match. 

## Sélectionneur de l'Espagne
Il commence sa carrière d'entraineur avec l'équipe masculine jeune et l'équipe féminine senior. Son équipe (féminines) gagne son premier championnat du monde en 2000. 
Il est sélectionneur de l'équipe masculine de 2005 à 2013. Durant cette période, son équipe dispute 53 rencontres qu'elle remporte toutes. Elle n'encaisse que 52 buts, soit moins d'un but par match, pour 349 buts marqués par ses joueurs, soit plus de six buts en moyenne. 
Cette invincibilité permet à l'équipe de remporter cinq championnats du monde, quatre championnats d'Europe avec une équipe exclusivement catalane.